# Camps de concentració franquistes

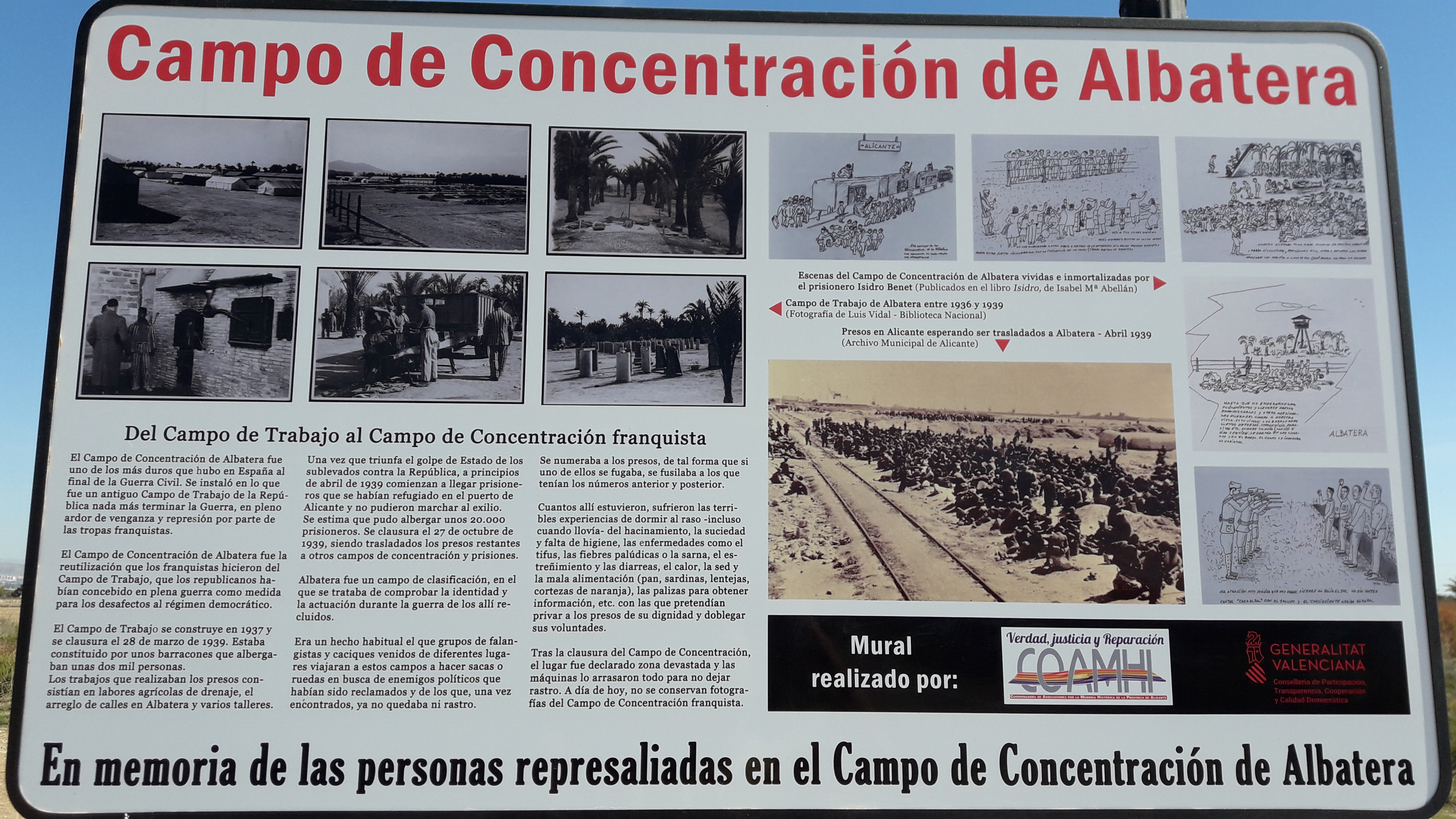
Camp de concentració d'Albatera (Alacant), instal·lat pel bàndol republicà i, posteriorment amb la derrota de la República, aprofitat pel bàndol franquista.

Els camps de concentració franquistes es van anar instal·lant a mesura que l’exèrcit nacional (franquista) guanyava territoris al bàndol republicà, des de l’inici de la guerra civil, el 1936. Des del primer moment, tots els interns que arribaven allí eren considerats culpables, tant pel fet d’haver tingut vinculacions amb la legalitat republicana, com per la captura de presoners de guerra. El nombre de camps ha estat objecte de debat entre els especialistes, com Javier Rodrigo que calculava uns 500.000 presoners i 198 camps, però les últimes investigacions, com les del periodista Carlos Hernández de Miguel, ho eleven fins a 300 camps, on s'estima que van anar a parar unes 700.000 persones.
Des de l’inici dels camps, va imperar la desorganització i el caos, ja que, en els mesos que van succeir l’aixecament militar, cada comandament militar d’una província i cada general d’una gran unitat van anar obrint llocs de reclusió en el territori de la seva influència. Això es va intentar institucionalitzar amb la creació de la Inspecció General dels Camps de Concentració de Presoners (ICCP), el 5 de juliol de 1937. Malgrat la voluntat centralitzadora, aquest organisme no tenia suficients competències i molts dels camps van continuar funcionant de manera autònoma.
Durant la guerra, els colpistes van anar configurant un sistema de classificació dels presoners que s'anaven capturant a mesura que el front avançava. L’objectiu era identificar els capturats i, en funció d’aquesta classificació, poder-los castigar, ja fos a través dels Batallons de Treballadors (BBTT) o a les presons. En aquest procés, doncs, els camps de concentració eren una peça clau. A Catalunya hi va haver diversos d'aquests camps.
Un cop finalitzada la guerra, molts dels camps de concentració van continuar operatius, anant a parar presos polítics, familiars i altres opositors del règim; a més, hi van fer cap homosexuals, indigents i, fins i tot, refugiats erropeus de la Segona Guerra Mundial. La majoria d'aquestes persones eren utilitzades com a mà d'obra esclava, amb els Batallons de Treballadors (BBTT). A partir del 1939, es van posar en marxa els Batallons Disciplinaris de Soldats treballadors (BDST), que foren clausurats el 1942. Fins 1948, van continuar operant els Batallons Disciplinaris de Soldats Treballadors Penats, el BDSTp.

## Antecedents històrics
Els camps de concentració són una de les expressions més clares de la violència política. Al llarg de la història s'han portat a terme deportacions i s'han construït llocs on s'han reclòs aquestes persones. L’historiador polonès Władysław Konopczyński afirma que els primers camps de concentració es van erigir al segle XVIII durant la Confederació de Bar, quan els russos van construir tres camps a Polònia, per als presoners rebels polonesos.
Però l’origen modern del terme es troba a la Guerra dels Deu Anys de Cuba (1869-1878), quan les autoritats espanyoles, encapçalades per Valeriano Weyler, van construir els anomenats camps de reconcentració a l’illa caribenya, per reconcentrar els pagesos cubans i impedir que ajudessin a l’Exèrcit Llibertador.
A la segona guerra dels Bòers (1899-1902), anys més tard,  els  anglesos van imitar el model espanyol  i van popularitzar el terme “concentration camp”, per separar i aïllar un determinat grup ètnic i impedir l’ajuda als rebels.
Els camps de concentració van agafar un nou impuls abans i durant la Segona Guerra Mundial, quan els nazis van portar a terme una de les majors massacres de la història contra la població jueva i altres col·lectius (comunistes, homosexuals, discapacitats, etc.). Els camps de concentració nazis van albergar milers de persones, emprades per a treballs forçats; també, hi va haver camps d’extermini, els quals de vegades s'utilitza com a sinònim, erròniament, de camp de concentració.
En el context de la guerra civil, el Govern espanyol de la Segona Repùblica també va crear uns camps de concentració, amb el format de Camps de Treball, per als condemnats pels Tribunals Populars. El decret del 27 de desembre de 1936, establia el motiu: la creación de un nuevo sistema dé vida penitenciaria para aquellos que contra el régimen atentaron en el movimiento rebelde. Els reclusos havien de treballar en obres de carácter público, tales como canales de riego, ferrocarriles, carreteras,[...]; répoblaciónes forestales, construcción de edificios públicos, preparación de granjas agrícolas del Estado, campos de explotación agrícola.

## Història

### Inicis
Els camps de concentració van néixer en el mateix moment que es produeix el cop d’Estat i s'inicia la Guerra civil, el 17 de juliol de 1936. I es defineixen com aquells espais destinats a concentrar, classificar i distribuir a un nombre de persones -en espera de judici-, les quals podien ser afins a la República o contràries als principis del Glorioso Movimiento Nacional; majoritàriament, eren presoners de guerra de l’exèrcit republicà, encara que no sempre. Aquesta funció classificadora va anar acompanyada de l'adoctrinament, o sigui, s'entenia el camp de concentració, a més, com un espai per reeducar als presoners "en los principios de la Nueva España para, de ese modo, prepararlos para su incorporación a la comunidad nacional."
El 20 de juliol de 1936, a Melilla, es crea el primer “campamento de concentración de detenidos”. Allí hi van anar a parar càrrecs públics, militants d’esquerra i altres personalitats republicanes. Franco va ser informat i ordenà a tots els cabdills militars la creació de nous llocs de concentració a les zones que controlaven. L’objectiu del futur Caudillo, en aquells primers moments, era emmascarar els afusellaments, que donaven una imatge negativa dels sollevats davant els corresponsals estrangers; a la vegada, servirien per a proporcionar mà d’obra.
Els primers camps de la Península es formen a partir de l’arribada de les tropes colpistes al territori. Cadis, San Fernando, Jerez de la Frontera Badajoz seran les primeres ciutats en erigir aquests llocs de reclusió. A finals de 1936, els militars ja havien organitzat una vintena de camps, per tot el territori que tenien baix el seu control.

### Classificació dels presoners
El març de 1937, i davant la falta d'una base jurídica en la regulació dels camps de concentració, el general Franco va cursar la Orden General para la Clasificación de Prisioneros y Presentados, amb la voluntat d’organitzar la classificació dels presoners segons la seva participació en les accions contra l’aixecament militar franquista. L’ordre estipulava que s'havia de realitzar un interrogatori -sovint acompanyat de tortures- per recaptar informació del presoner; després, eren traslladats a un camps de concentració a l’espera  dels avals que havien de firmar persones vinculades al règim i que tenien informació del detingut (Alcalde, Cura Párroco y Jefe de F. E. T. y de las J. Ó. N. S.) Allí', es detallava la conducta anterior, actividades políticas y posición económica del presentado.

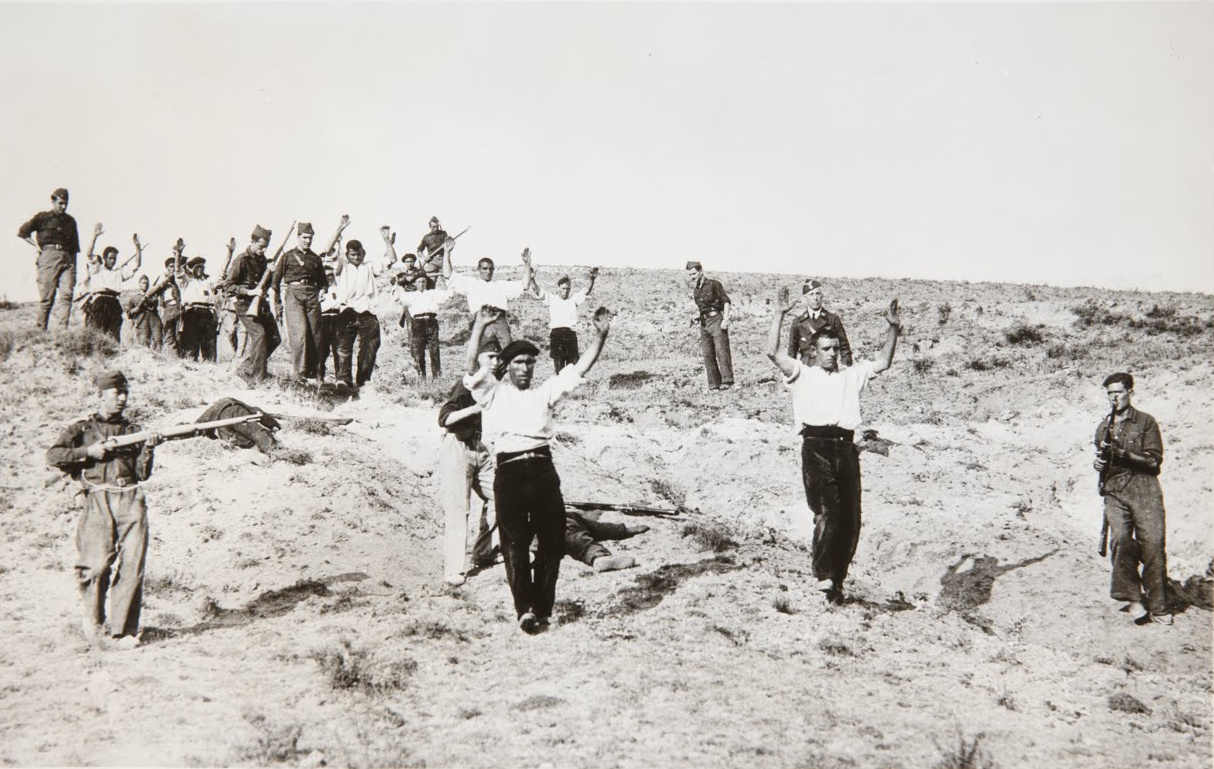
Milicians del bàndol republicà capturats pels sollevats a la Batalla de Guadarrama (1936).

Aleshores  es dividien en 3 categories segons la seva adscripció sociopolítica prèvia, el seu grau d’implicació en la campanya militar i les circumstàncies de la seva captura o detenció: els qui es podien considerar Afectos al règim (A), els quals eren posats en llibertat; els determinats com “Afecto Dudoso” (Ad), que anaven destinats a un batalló de treballadors o a un altre camp; i els “Desafecto grave” (C) que els enviaven a la presó a l’espera d’un consell de guerra sumaríssim, que els podia condemnar a la pena capital.
Tot aquest procés classificatori i d'investigació el duien a terme les Comissions Classificadores, creades per donar una progressiva base jurídica i legal a la repressió. Normalment estaven integrades en els mateixos recintes de concentració, per facilitar la tasca burocràtica en la gestió dels informes.

### Inspecció de Camps de Concentració de Presoners (ICCP)
La voluntat centralitzadora en l’organització dels camps de concentració es va concretar amb la creació de la Inspecció de Camps de Concentració de Presoners (ICCP), el 5 de juliol de 1937; i es nomena com a Coronel Inspector a un militar africanista, Luis Martín Pinillos. Per la manca d’autoritat de l’organisme i sense un marc de competències clar el desordre continuà, possibilitant que molts generals obrissin nous camps de concentració al marge del ICCP.
L'organisme comptava amb una Oficina Central i cinc seccions diferents: la Secció 1º s'encarregava de l'organització i règim dels camps de presoners, vigilància, del Servei d'Informació, trasllat de presoners i dels Batallons de Treballadors; la Secció 2ª, de l'alimentació, vestuari i allotjaments dels presoners; la Secció 3ª, de la sanitat i de l' higiene; la Secció 4ª, que organitzava els tallers i el treball dels captius; i la Secció 5ª portava la classificació i elaborava els informes jurídics.
Un cop finalitzada la guerra i amb el tancament de la Caserna General del Generalíssim el 1940, la Inspecció de Camps de Concentració de Presoners va passar a dependre del Ministeri de l'Exèrcit. Des d'aquell moment passà a conèixer-se com a Prefectura de Camps de Concentració i Batallons Disciplinaris (JCCBD), encara que a la documentació se simultaniegessin els dos noms durant un temps. Retirat Martín Pinillos, va prendre el relleu César Mateos Rivera.

### Batallons de Treballadors (BBTT)
Uns mesos després, Franco regula el derecho obligacion al treball dels presoners, perpetrant l’explotació laboral. Els Batallons de Treballadors (BBTT), des de 1937 i fins mitjans 1940, serviran per aquest propòsit. Estaven sota la direcció de la Jefatura de Movilización, Instrucción y Recuperación (MIR) i depenien de la ICCP. Aquests llocs estaven destinats als classificats com hostils al Movimiento durant el procés de classificació als camps de concentració (els Afecto Dudoso); i s'encarregaren de construir carreteres, excavar trinxeres, construir vies fèrries, i, en les fàbriques, ajudar a l’esforç militar. Acabada la guerra, en la reconstrucció de les infraestructures.

### Els camps de concentració a Catalunya
Amb la derrota militar republicana a Catalunya (10 de febrer de 1939), les autoritats franquistes desplegaran una xarxa de camps per les quatre províncies catalanes. Destacant els camps els de les poblacions d’Horta, Manresa, Igualada, Tremp, Cervera, Mollerussa, Reus, Tarragona, Figueres, entre molts d'altres. La xifra comptabilitzada és de 16 camps (repartits en 14 poblacions), sent els de Lleida els primers de la llista, al ser la ciutat ocupada per les tropes de Franco, l’abril de 1938. Acabada la guerra, van servir com a centres per retenir i classificar els presoners de l'exèrcit republicà, a part, dels civils repressaliats pels seus antecedents polítics; van durar fins 1942, que es clausurà l'últim del Principat.
Per organitzar la tasca classificadora i organitzativa, la ICCP va crear la seva pròpia delegació a Catalunya, anomenada SubInspección de la IV Región Militar, amb seu a Barcelona.Acabada la guerra, i malgrat els canvis de nom de les organitzacions repressores, les funcionalitats d'aquests no van variar. Els camps de concentració, per exemple, van adoptar el nom de "depósito de concentración"; això, però, no va marcar la naturalesa d'aquests recintes concentracionaris.

## Condicions de vida als camps
L‘arribada al camp es produïa, en la majoria de casos, després d’una llarga travessia a peu, amb vaixell, amb tren o amb camió. Des d’aquell moment, començava l’autèntic malson dels presoners en forma de maltractaments, fam, humiliacions i malalties. Amb l’arribada al lloc, molts dels soldats que controlaven els camps els feien entregar sabates, rellotges o qualsevol objecte que pogués tenir un cert valor econòmic; per la qual cosa, es va instaurar la pràctica del saqueig als presoners. Una altra pràctica comuna va ser el rapar els cabells al zero, fet que demostra la voluntat d’instaurar la por i d’intentar eliminar la identitat dels presoners.
El dia a dia es desenvolupava sota una fèrria disciplina i un control absolut sobre els presoners. El reglament, que havia elaborat la ICCP, establia que l’hora d’aixecar-se era les 5.30 a l’estiu i les 7:00 a l’hivern. Des de primera hora del matí, es procedia, amb formació marcial, amb el desplegament de la bandera franquista; al capvespre, el mateix procés. En això, s'implantà la salutació amb el braç alçat, és a dir, la salutació feixista.; aquests rituals diaris anaven acompanyats de càntics, com per exemple, el "Cara al Sol", entre d'altres d'inspiració feixista. Tot això es va implementar a quasi la totalitat dels camps; de fet, hi havia camps que, no només es feia al matí i al capvespre, fins i tot es repetien durant el dia.
Com que molts presoners rebien cistelles o paquets, amb menjar, de les seves famílies, es va prohibir aquesta pràctica, ja que les autoritats consideraven que ja hi havia suficients aliments; en realitat, això no era així: l’escassetat d’aliments en la dieta dels reclusos era evident; i la fam es va generalitzar a tots els camps de concentració. Alguns testimonis han expressat aquesta situació: "Cada día moría gente de hambre [...]. Se quitaron la responsabilidad de encima, no quisieron saber nada".
Les malalties també es van propagar, per la manca d’higiene bàsica, la impossibilitat de canviar-se de roba i la insalubritat de les instal·lacions. En poc temps, la tuberculosi, el tifus exantemàtic i patologies provocades per la falta d’una correcta alimentació van créixer en la majoria dels camps; a més, l’atenció sanitària era insuficient i depenia de la situació de cada lloc, fet que generà crisis sanitàries.La situació, l'octubre de 1937, era tan greu que el cap de Medicina de la ICCP va dictar una sèrie de normes per evitar la propagació d'aquestes malalties; una d'elles va ser la desinfecció de la roba dels presos, portadores de polls.
Si la finalitat classificadora dels camps era la principal, també va ser important la funció reeducadora d'aquests. Els presoners havien de passar per un procés de reeducació política, religiosa i moral. Els mètodes que van utilitzar els militars franquistes van estar reglats per la voluntat de sotmetre i humiliar als presoners. Es va decretar l'obligatorietat d'assistir a les mises i prendre la comunió; en alguns casos, les confessions servien per extreure informació del presoner. També era habitual l'ús de la propaganda, ja fos amb cartells propagandístics o amb xarrades o conferències que impartien militars, falangistes o religiosos sobre patriotisme o els valors de l'Espanya nacional.
La incomunicació amb els seus familiars era un dels altres problemes dels concentrats, els quals només podien establir una correspondència per demanar els avals per a procedir a la seva classificació.

## Llista de camps de concentració
Alguns entre els més de 180 camps que van funcionar durant la guerra civil o els anys següents:

### A Catalunya[27]
- Convent de les Penedides (Lleida)
- Seminari Vell (Lleida)
- Convent de les Esclaves de Maria (Lleida)
- Seu Vella (catedral vella del castell) (Lleida)
- El Climent (magatzems de ciment prop de l'estació) (Cervera)
- Universitat (Cervera)
- Convent de la Salle (Tarragona)
- Convent de la Vetlla (Tarragona)
- Hermanos de la Doctrina Cristiana (Tarragona)[28]
- Caserna d'Almansa (Tarragona)
- Convent de les Oblates (Tarragona)
- Seminari (Tarragona)
- Pilats (després convertit en presó) (Tarragona)
- El Cànem, fàbrica de la família Godó, al Poblenou (Barcelona)
- Sant Joan d'Horta, a la Vall d'Hebron (Barcelona)
- Palau de les Missions, a Montjuïc (Barcelona)
- Seminari (Girona)
- Castell de Sant Julià de Ramis (Girona)
- La Carbonera, antic magatzem de carbó (Figueres)
- La Caserna (Granollers)[3]

### A les Illes Balears[29]

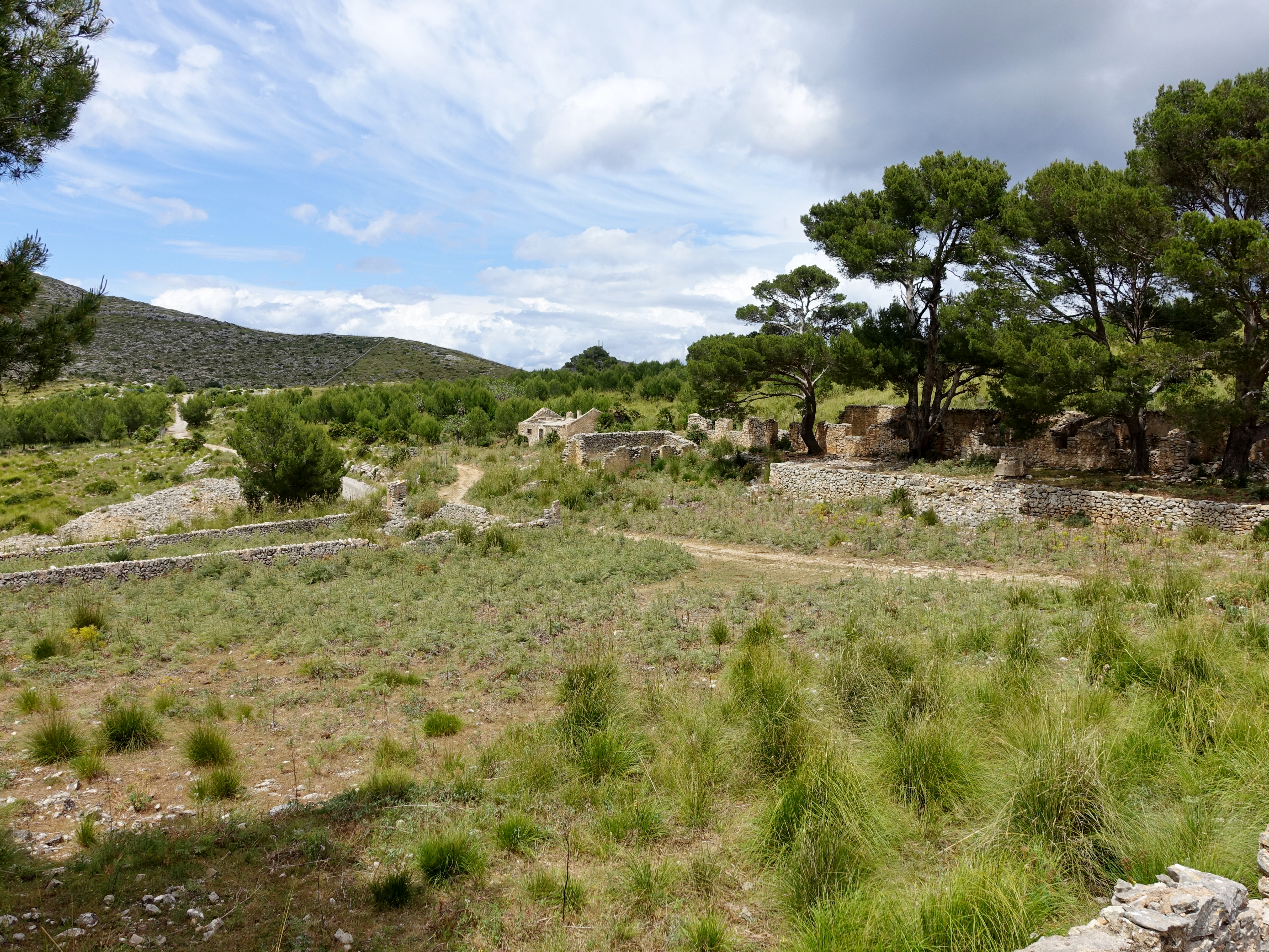
El campament dels Soldats a Artà

- Camp de la península de Llevant En alemany (Artà)
- Camp dels Banys de Sant Joan de la Font Santa (Campos)
- Camp de Son Catlar (Campos)
- Camp de Can Farineta (Ses Salines, devora Sa Vall)
- Camp del Rafal dels Porcs (Santanyí)
- Camp del Cap de Regana (Llucmajor), posteriorment traslladats a la Punta Llobera, a Son Granada i a Capocorb Vell
- Camp del Capdellà, a la possessió de la Coma
- Camp de l'Espinegar (Manacor)
- Camp de So na Moixa (Manacor)
- Camp de la Victòria (Alcúdia)
- Camp del Port de Pollença
- Camp d'Albercutx (Pollença)
- Camp del llatzeret del Port de Sóller
- Camp de Formentera

### Al País Valencià
- Camp de concentració de la Cartoixa de Porta Coeli (Serra)[30]
- Camp de concentració dels Ametllers (Alacant)
- Camp de concentració d'Albatera (Albatera-Sant Isidre)
- Camp de concentració de Dénia (Dénia)

### Altres
- Camp de Los Merinales a Dos Hermanas (Sevilla)
- Camp de La Corchuela a Dos Hermanas (Sevilla)
- Camp d'El Palmar de Troya a Utrera (Sevilla)
- Hostal de San Marcos de León, població reclusa de 7.000 homes, 300 dones, durant 1936 i 1939
- Camp de concentració de Miranda de Ebro
- Camp de concentració de Castuera
- Camp de concentració de la Isleta Gran Canària
- Camp de concentració de Lazareto de Gando Gran Canària
- Camp de concentració de Camposancos (A Guarda - Pontevedra)
- Camp de concentració de Ronda a Màlaga.
- Camp de concentració illa de saltes. Puerta umbría (Huelva).
- Camp de concentració de Betanzos, antiga fàbrica d'adobats. Aquí va romandre detingut Vicenç Ferrer i Moncho.
- Monestir de Corbán o seminari de Santa Catalina de Corbán  (San Román de la Llanilla, Santander )[31]

## Deportació d'exiliats a camps nazis
A part dels camps de concentració en Espanya, s'afirma que, en l'exili de republicans a França, prop de 10.000 espanyols van acabar en camps de concentració nazis, sense que el ministre d'exteriors de Franco, Ramón Serrano Súñer, fes res per salvar-los. Existeixen proves de documentació escrita pels alemanys que consultaven què fer amb "dos mil rojos espanyols d'Angulema". Els pocs que es van salvar no van poder tornar a Espanya.